# Estabilidad estructural
La estabilidad estructural se refiere a la capacidad de una estructura bajo las fuerzas que actúan sobre ella de alcanzar un estado de equilibrio mecánico. Las combinaciones de fuerzas o acciones bajo las cuales una estructura no es estable se denominan inestabilidades y pueden ser de varios tipos:
- Deslizamiento, cuando la fuerza resultante superficie de contacto entre dos sólidos excede un cierto valor y existe desplazamiento relativo entre los puntos de los dos sólidos.
- Vuelco, cuando el momento de fuerzas respecto a una recta, llamado eje virtual de rotación sobre pasa un cierto valor.
- Inestabilidad elástica, que se refiere a fenómenos de no linealidad como el pandeo, la abolladura, la inestabilidad de arcos, etc.

- Datos: Q1648886